# Kfz-Kennzeichen (Belarus)

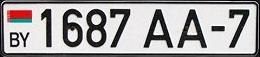
Aktuelles Kfz-Kennzeichen,
7 = Stadt Minsk

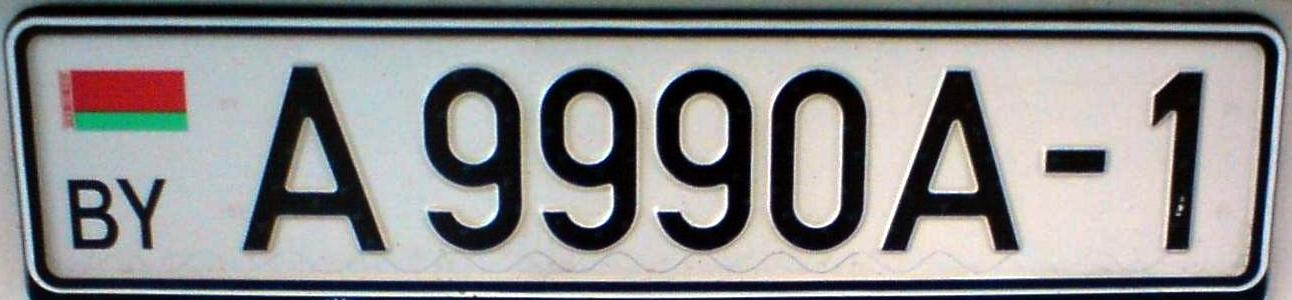
Aktuelles Anhänger-Kennzeichen,
1 = Gebiet Brest

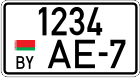
Motorradkennzeichen

Die aktuellen belarussischen Kfz-Kennzeichen werden seit Mai 2004 ausgegeben. Die meisten Kennzeichen sind mit schwarzer Schrift auf weißem Grund ausgestaltet. Am linken Rand befindet sich die Nationalflagge, darunter das Nationalitätszeichen BY. Als Schriftart wird eine Variante der deutschen DIN-Schrift verwendet.

## Aktuelle Kennzeichen
Nummernschilder für Privatfahrzeuge bestehen aus vier Ziffern und zwei Buchstaben; danach folgt, durch einen Bindestrich getrennt, die regionale Zuordnung in Form einer weiteren Ziffer. Bei Nutzfahrzeugen und Anhängern wird eine abgeänderte Gliederung verwendet, die Gebietsziffer steht aber stets am Ende. So rutscht bei Anhängerkennzeichen beispielsweise einer der beiden Buchstaben an den Anfang vor die vier Ziffern. Nummernschilder für Zweiräder sind zweizeilig. In der oberen Zeile erscheinen die vier Ziffern, unten Flagge und Länderkürzel, zwei Buchstaben und die Regionsziffer.
Mit Ausnahme der Kennzeichen von Polizei und Militär sowie Diplomatenkennzeichen werden nur jene Buchstaben verwendet, deren Glyphen sowohl im Kyrillischen als auch im lateinischen Alphabet vorkommen (A, B, E, I, K, M, H, O, P, C, T und X).

### Varianten
Für einige Fahrzeuggruppen werden besondere Kennzeichen ausgegeben, die sich vor allem durch eine andere Hintergrundfarbe von gewöhnlichen Nummernschildern unterscheiden.
| Kennzeichen | Schema      | Anwendung                   | Anmerkungen                                                                  |
| ----------- | ----------- | --------------------------- | ---------------------------------------------------------------------------- |
|             | 1234 AB-5   | Privatfahrzeuge             | letzte Ziffer = Woblasz                                                      |
|             | E123 AB-5   | Elektrofahrzeuge            | letzte Ziffer = Woblasz                                                      |
|             | AB 1234-5   | Nutzfahrzeuge               | letzte Ziffer = Woblasz                                                      |
|             | A 1234 B-5  | Anhänger                    | letzte Ziffer = Woblasz                                                      |
|             | CD 1234-5   | Diplomatisches Korps        | letzte Ziffer = Woblasz                                                      |
|             | CC 1234-5   | Konsularisches Korps        | letzte Ziffer = Woblasz                                                      |
|             | 1 TAX 2345  | Taxis                       | erste Ziffer = Woblasz                                                       |
|             | 1234 AB     | Polizei                     | Buchstaben = Woblasz                                                         |
|             | 1234 AB     | Militär                     |                                                                              |
|             | 1AB T 1234  | befristete Anmeldung        | erste Ziffer = Woblasz; innerhalb des T erscheinen elf Mal die Buchstaben BY |
|             | AB-1 / 2345 | Traktoren, Arbeitsmaschinen | erste Ziffer = Woblasz                                                       |

## Kennzeichen 1992–2004

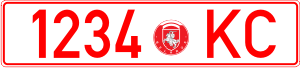
Kennzeichen von 1992 bis 1996, K = Stadt Minsk

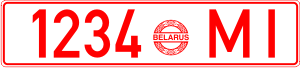
Kennzeichen zwischen 1996 und 2004, M = Stadt Minsk

Die ersten belarussischen Kfz-Kennzeichen wurden 1992 ausgegeben und hatten rote Schrift sowie eine rote Umrandung.
Sie bestanden aus vier Ziffern und zwei Buchstaben, von denen der erste das Gebiet kodierte. Im Jahr 2000 wurde ein dritter Buchstabe hinzugefügt und die Kodierung der Gebiete leicht verändert. Verwendet wurden wie auch heute nur Buchstaben, die in beiden Alphabeten vorkommen. Zwischen Ziffern- und Buchstabengruppe befand sich von 1992 bis 1995 das damalige Nationalwappen. 1996 wurde es durch ein gedrucktes Siegel mit der Aufschrift BELARUS ersetzt.

### Varianten
| Kennzeichen | Schema                 | Anwendung              | Anmerkungen |
| ----------- | ---------------------- | ---------------------- | --- |
|             | 1234 AB                | Privatfahrzeuge        | 1992–1996, Buchstaben = Woblasz |
|             | 1234 AB                | Privatfahrzeuge        | 1996–2000, Buchstaben = Woblasz |
|             | 1234 ABC               | Privatfahrzeuge        | 2000–2004, Buchstaben = Woblasz |
|             | AB 1234                | kommerzielle Fahrzeuge | 1992–2004, Buchstaben = Woblasz, kein Siegel |
|             | AB 1234 A 1234 A 12345 | diverse                | CD = Diplomatisches Korps CC = Konsularisches Korps T = technisches Personal K = ausländische Medien M = ausländische Banken, Firmen, Joint Ventures P = Ausländer |
|             | 1234 AB                | Grenztruppen           | |

## Kennzeichen vor 1992

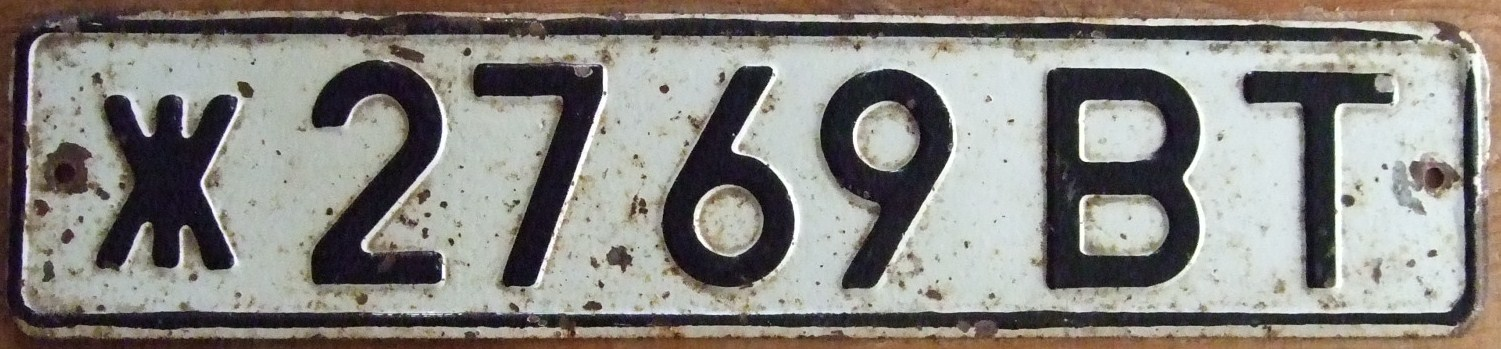
Sowjetisches Kennzeichen aus der Wizebskaja Woblasz (ВТ)

Bis 1991 war Belarus als Weißrussische Sozialistische Sowjetrepublik Teil der Sowjetunion und führte keine eigenen Kennzeichen. Die Zulassungsbezirke im sowjetischen System waren weitgehend mit den heutigen identisch. Einzige Ausnahme bildet die Woblasz Molodetschno (Kürzel МЛ), die 1960 aufgelöst wurde.
Siehe dazu: Kfz-Kennzeichen (Sowjetunion)

## Regionale Kodierung

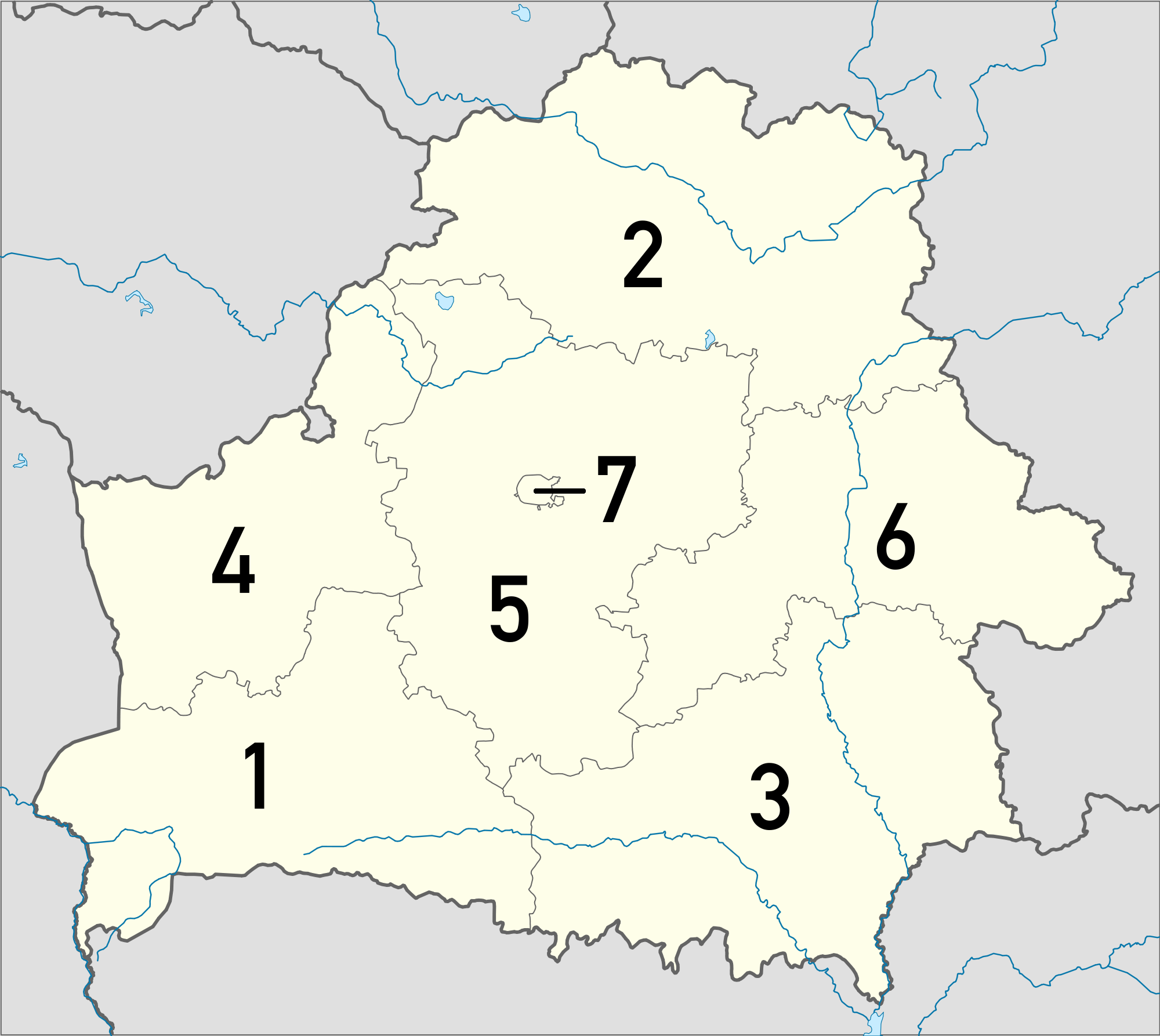
Geografische Verteilung der Kürzel

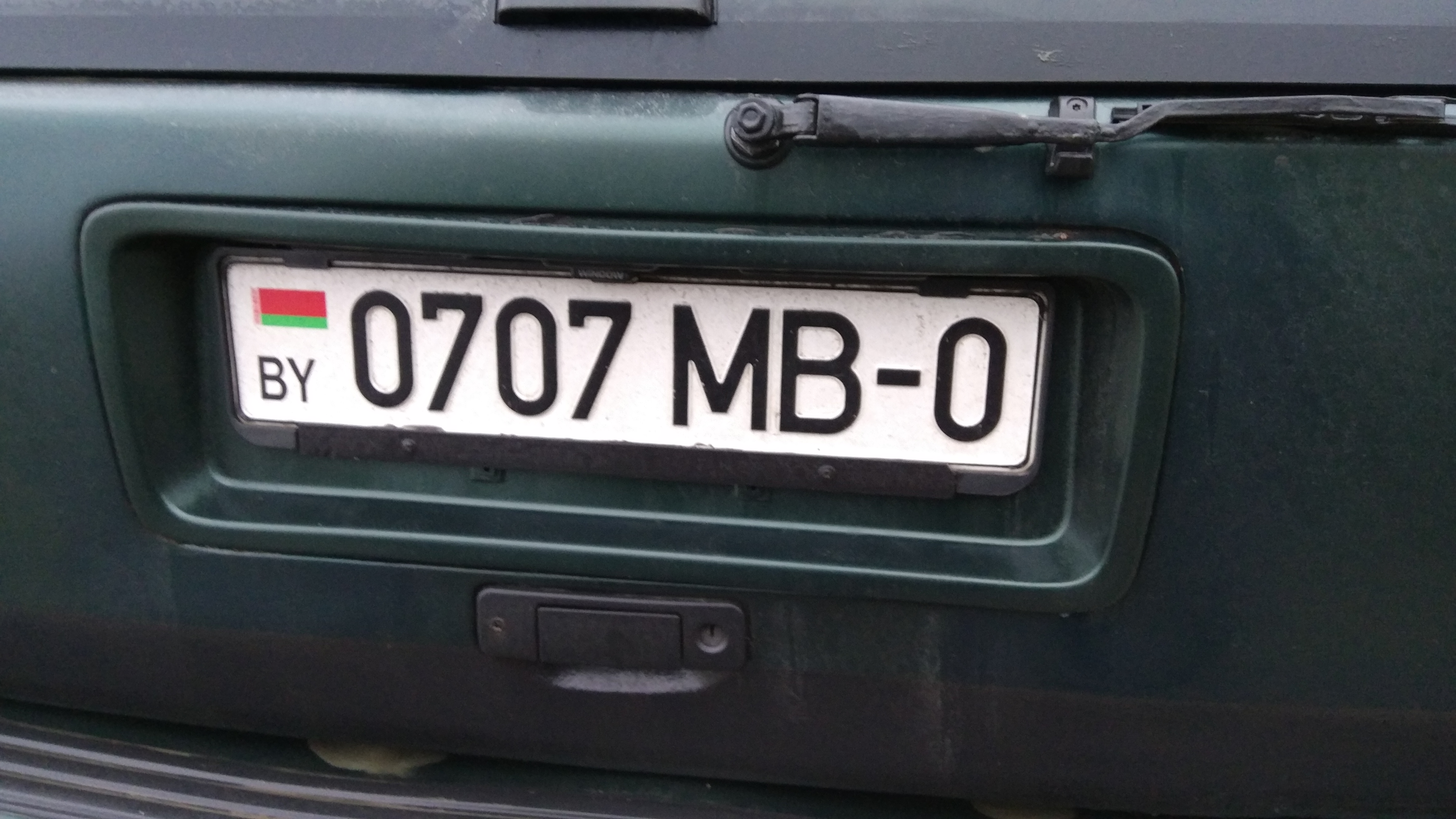
KFZ-Kennzeichen mit Kürzel des Innen- und Verteidigungsministeriums

| Woblasz                             | seit 2004 | Polizei | 2000–2004    | 1992–2000                 | vor 1992 |
| ----------------------------------- | --------- | ------- | ------------ | ------------------------- | -------- |
| Innen- und Verteidigungsministerium | 0         |         |              |                           |          |
| Breszkaja Woblasz                   | 1         | БН      | Axx          | Ax IA, IB, IC, IE, IH, II | БНx      |
| Wizebskaja Woblasz                  | 2         | ВТ      | Bxx          | Bx IK, IM, IO, IT, IX     | ВТx      |
| Homelskaja Woblasz                  | 3         | ГС      | Exx          | Ex Hx                     | ГСx      |
| Hrodsenskaja Woblasz                | 4         | ГК      | Cxx          | Cx XA, XB, XC, XE, XH, XI | ГКx      |
| Minskaja Woblasz                    | 5         | МО      | Oxx          | Ox Px                     | МБx      |
| Mahiljouskaja Woblasz               | 6         | МГ      | Txx          | Tx XM, XO, XP, XT, XX     | МГx      |
| Stadt Minsk                         | 7         | MH      | Mxx AAX, EAK | Mx Kx HK, IP, PI, PH, XK  | МИx      |